# Bollywood/Hollywood
Bollywood/Hollywood to komedia rodzinna wyreżyserowana w  2002 roku przez kanadyjską reżyser indyjskiego pochodzenia Deepa Mehta. Film jest niespodzianką, jeśli się go zestawi z  trylogią Deepy Mehty: Fire, Ziemia i Water, która podejmuje poważne społeczne tematy przedstawiając je kontrowersyjnie.
Film bawi się indyjskimi stereotypami i schematami kina Bollywoodu (zawiera też tańce i piosenki w tym stylu). Bollywoodzki aktor Akshaye Khanna (brat grającego główną rolę Rahul Khanna) występuje to gościnnie w tańcu i piosence.

## Fabuła
Rahul (Rahul Khanna) bogaty młody Indus żyjący w Toronto kocha „białą” Kimberley (Jessica Paré, „Lost and Delirious”). Zrozpaczone tym matka i babka (Dina Pathak) oddychają z ulgą, gdy jego dziewczyna ginie w wypadku (podczas medytacji). Aby nie dopuścić do podobnej sytuacji w przyszłości, rodzina stawia Rahulowi ultimatum: jeśli nie poślubi wkrótce jakiejś Hinduski, nie dojdzie do skutku ślub jego siostry Twinky (Risha Malik). Nie chcąc zaszkodzić siostrzyczce, Rahul proponuje spotkanej w barze Hiszpance, fance filmów bollywoodzkich odegranie przed jego rodziną za pieniądze kandydatki na żonę. Sue (Lisa Ray) wspaniale udaje Hinduskę. Nic dziwnego, bo w rzeczywistości nazywa się Sunita Singh. Wkrótce staje się ulubienicą rodziny, a i Rahul zaczyna wodzić za nią oczyma.

## Obsada
- Rahul Khanna – Rahul Seth
- Lisa Ray – Sunita „Sue” Singh
- Moushumi Chatterjee – Mummy-ji (mama)
- Rishma Malik – Twinky Seth
- Dina Pathak – Grandma-ji (babcia)
- Kulbhushan Kharbanda – Sue Papa-ji (tata Sue)
- Akshaye Khanna – siebie
- Jessica Paré – Kimberly
- Ranjit Chowdhry – Rocky

## Piosenki
1. Rang Rang
2. Sooni Hawa – Male
3. Chin Chin Choo
4. Dil Kabootarkhana Hai
5. Krishna Hare – Female
6. Sona Sona Roop Hai
7. If The Shoe Fits
8. Krishna Hare – Male
9. Sooni Hawa – Female